# Ko Yanagisawa
Ko Yanagisawa (柳澤 亘 Yanagisawa Kō?, Kashiwa, Chiba, 28 de junio de 1996) es un futbolista japonés que juega como defensa en el Tokushima Vortis.

## Trayectoria
En 2019 se unió al FC Gifu de la J2 League.

## Clubes
| Club             | País  | Año       |
| ---------------- | ----- | --------- |
| FC Gifu          | Japón | 2019-2020 |
| Mito HollyHock   | Japón | 2021      |
| Gamba Osaka      | Japón | 2021-2023 |
| Tokushima Vortis | Japón | 2024-     |